# Creodonta
I creodonti (Creodonta Cope, 1875) sono un ordine estinto di mammiferi carnivori, che vissero dal Paleocene al tardo Miocene.

## Carnivori e Creodonti
Un tempo i creodonti erano ritenuti gli antenati dei veri Carnivori, ma ora si pensa che i due gruppi condividessero semplicemente un antenato comune. Alcuni ricercatori ipotizzano invece che i creodonti rappresentino un gruppo di mammiferi di origine diversa, che assomigliava ai veri carnivori per convergenza evolutiva. Le loro origini vanno ricercate addirittura nel Cretaceo superiore, anche se non si diversificarono fino al Cenozoico.
Questi animali furono i carnivori terrestri dominanti per venti milioni di anni, tra i 55 e i 35 milioni di anni fa. Il picco della loro abbondanza e della loro diversificazione venne raggiunto nell'Eocene. Condividono con i veri carnivori i carnassiali, denti simili a forbici, evolutisi con la funzione di tagliare la carne, che diedero a entrambi gli ordini la possibilità di dominare la loro nicchia ecologica.

## Origine e diffusione

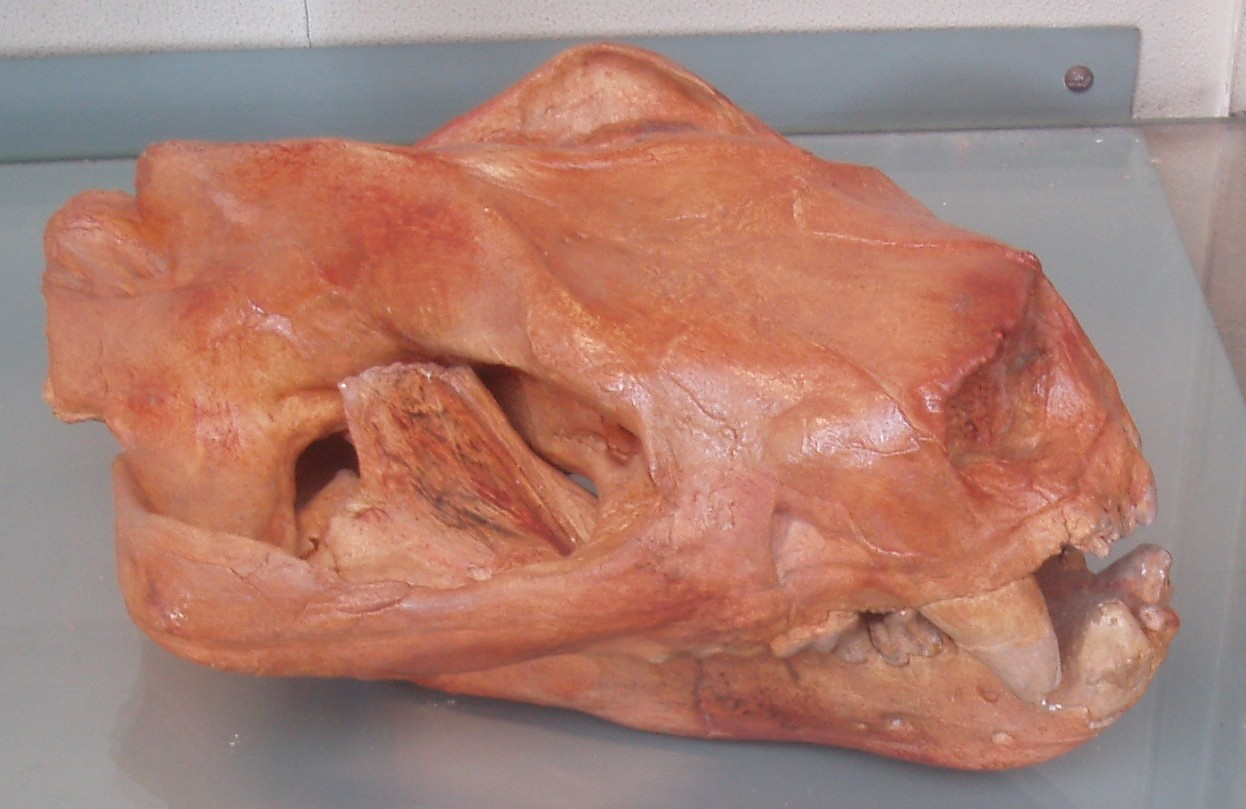
Cranio di Patriofelis ulta

I creodonti si dispersero per tutto il Nordamerica, per l'Eurasia e per l'Africa. L'aspetto dei creodonti assomigliava a quello dei carnivori odierni: alcuni assomigliavano a gatti, altri a cani, a donnole, orsi e altro ancora. 
Due i gruppi principali: gli ossienidi, vagamente simili a gatti (ma anche a orsi, come Sarkastodon), che si estinsero presto e il cui rappresentante più conosciuto è Oxyaena, e gli ienodontidi, che si svilupparono in una moltitudine di forme e la cui forma più nota è Hyaenodon. 

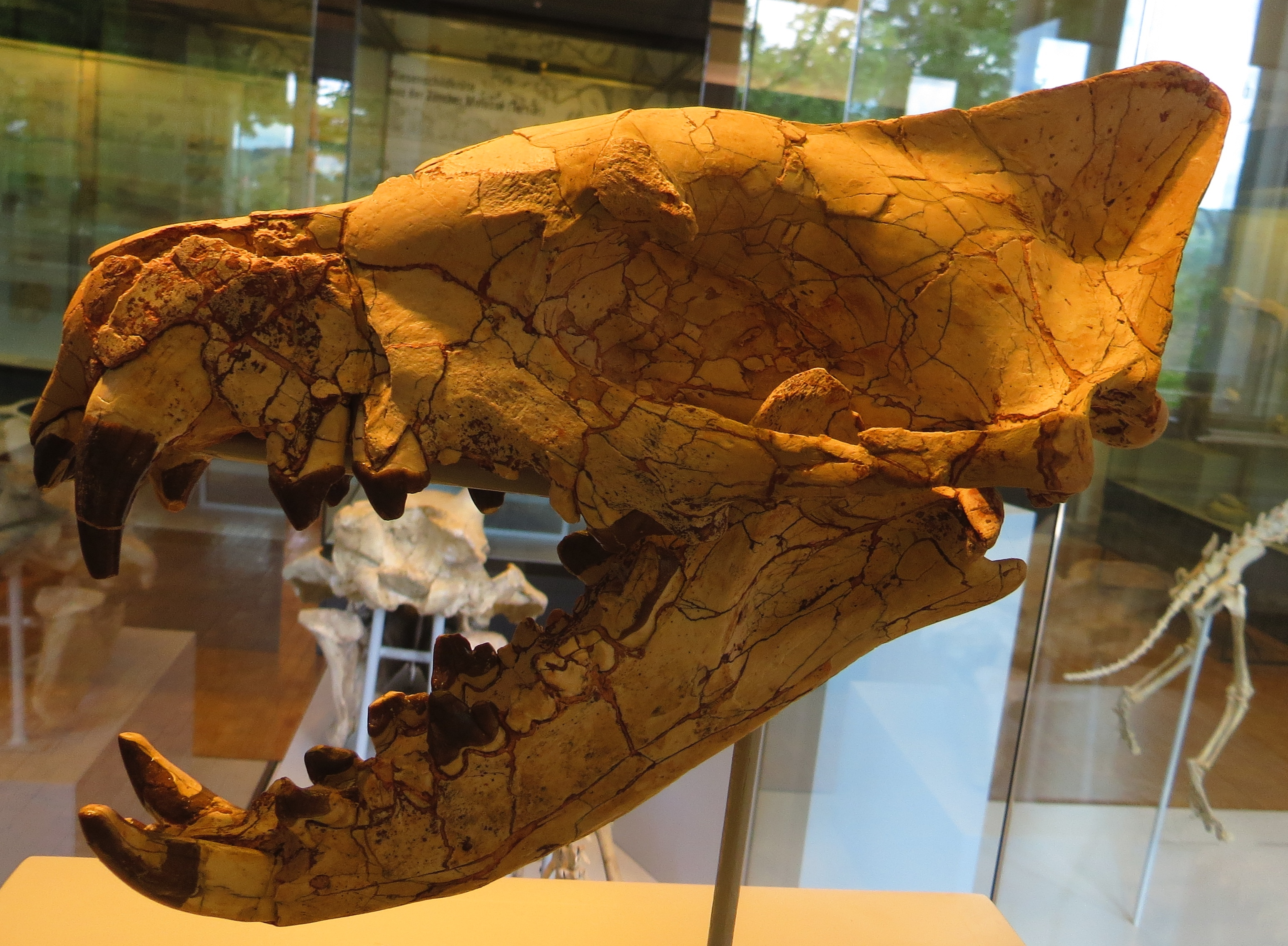
Cranio di Hyaenodon horridus

Tra i creodonti vi furono animali come Megistotherium e Hyainailouros che sono ritenuti tra i mammiferi predatori più grandi di tutti i tempi, della taglia di un grosso orso e con un cranio grande il doppio di quello di una tigre. Secondi in quanto a dimensioni solo ad Andrewsarchus mongoliensis, un essere simile a un lupo gigantesco vissuto nell'Eocene in Asia. Il dominio dei creodonti sui carnivori primitivi, conosciuti come miacidi, iniziò a svanire circa 35 milioni di anni fa. Gli ultimi creodonti sopravvissero fino a 8 milioni di anni fa, al limite estremo del Miocene: Dissopsalis, l'ultimo creodonte noto, visse in Pakistan ed era di piccola taglia. Dal Miocene in avanti, fino ai giorni nostri, la nicchia ecologica un tempo occupata dai creodonti è appannaggio di felidi, canidi, mustelidi, ursidi e altri carnivori.

## Estinzione
Non si conoscono esattamente i motivi dell'estinzione dei creodonti e del perché questi "carnivori" vennero rimpiazzati dai veri Carnivori. I cervelli di dimensioni minori e la locomozione plantigrada dei creodonti, in qualche modo meno efficiente specialmente per la corsa, potrebbero aver dato ai carnivori un sottile vantaggio che nel corso di milioni di anni li condusse al pieno successo. Inoltre, la dentatura era leggermente differente. Nei miacidi (e quindi nei carnivori moderni) l'ultimo premolare superiore e il primo molare inferiore sono i carnassiali; gli altri denti in posizione arretrata servono per il nutrimento non a base di carne. Nei creodonti, i carnassiali erano ancora più indietro, al livello dei molari primo e secondo, o secondo e terzo. Questo significava un nutrimento quasi esclusivamente a base di carne, e ciò era chiaramente uno svantaggio nella competizione.
Da notare che nei moderni felidi, i carnivori attuali dalla dieta maggiormente a base di carne, il secondo e il terzo molare sono scomparsi completamente, e il primo molare superiore dietro i carnassiali è diventato vestigiale. I gatti odierni, quindi, mangiano vegetali solo accidentalmente con le interiora della preda erbivora o per aiutarsi a vomitare le palle di pelo o, comunque, molto di rado.